# Martha von Sabinin

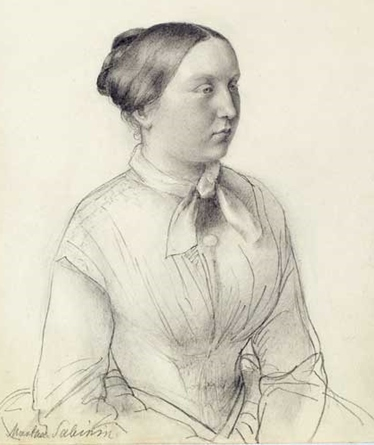
Martha von Sabinin (Alma Froriep zugeschrieben)

Martha von Sabinin (russisch Ма́рфа Степа́новна Саби́нина, Transkription Marfa Stepanowna Sabinina; geboren am 30. Mai 1831 in Kopenhagen; gestorben am 14. Dezemberjul. / 26. Dezember 1892greg. in Jalta) war eine russische Komponistin und Pianistin.

## Biographie
Maria von Sabinin war Tochter des russisch-orthodoxen Erzpriesters Stefan Sabinin in Weimar und Alexandra Timofejewna Sabinina, geb. Weschtscheserowa (1807–1882). Sie studierte Musik bei Robert und Clara Schumann, Peter Cornelius und Franz Liszt. Sie wirkte von 1854 bis 1860 in Weimar als Musiklehrerin. Sie bekam eine Anstellung als Hofmusiklehrerin der Kinder von Zar Alexander II. in Sankt Petersburg, wo sie von 1855 bis 1881 in Diensten gestanden hatte.

Martha von Sabinin als Krankenschwester und Nonne

Maria von Sabinin arbeitete von 1876 bis 1878 während des Russisch-Türkischen Krieges als Krankenschwester in einem Hospital. Danach trat sie in das Nonnenkloster der Schwestern der Barmherzigkeit ein. Sie wurde Äbtissin und gründete Hospitale. Des Weiteren baute sie Wein an und kelterte ihn erfolgreich, sodass ihre Weinsorten Gold- und Silbermedaillen auf den Messen in Odessa und Jalta gewannen. Ab 1880 verfasste sie auf der Basis eigener Tagebucheinträge ihre Lebenserinnerungen. Sie starb schließlich 1892 auf der Krim. Einer alten Zeichnung nach bekam sie mehrere Orden für ihre Dienste. Einer davon war der Zeichnung zufolge vermutlich der Russische Orden der Heiligen Katharina.

## Werke (Auswahl)
- Das Fischermädchen, op. 1 (Acht Lieder) no. 6 (Text: Heinrich Heine)
- Das ist ein Brausen und Heulen, op. 1 (Acht Lieder) no. 7 (Text: Heinrich Heine)
- Ich hab' dich geliebt und liebe dich noch, op. 1 (Acht Lieder) no. 8 (Text: Heinrich Heine)
- An den heiligen Franziskus von Paula Choral, Libretto, Music von Franz Liszt